# Давайте забудем об этом
«Давайте забудем об этом» (итал. Come non detto) — итальянская комедия 2012 года режиссёра Ивана Сильвестрини. Премьера в Италии состоялась 7 сентября 2012 года.

## Сюжет
Маттиа решает переехать в Испанию, где ему предложена перспективная работа, и где живёт его бойфренд Эдуард. Семья Маттиа не знает о том, что он гей, и он в свою очередь не собирался им ничего рассказывать до тех пор, пока Эдуард не заявил, что приезжает в Рим и намеревается познакомиться с его родителями. Эдуард уверен, что родители Маттиа знают об их отношениях, но тот всего лишь внушил Эдуарду эту мысль, а сам никак не мог решиться сказать им правду. В итоге приезд Эдуарда ставит его перед выбором: быть честным перед своим любимым или признаться во всём семье.

## В ролях
- Жозафат Ваньи — Маттиа
- Моника Гуэрриторе — Аурора
- Антонино Брускетта — Родолфо
- Валентина Корреани — Саманта
- Валерия Билелло — Стефания
- Франческо Монтанари — Джакомо/Альба
- Хосе Даммерт — Эдуард
- Люсия Гуззарди — Иоланда
- Андреа Ривера — Бернардо
- Алан Капелли Гетц — Кристиан

## Саундтрек
Главной музыкальной темой фильма является композиция «Come non detto» в исполнении Сирии и Гемона.